# فاكهة التنين

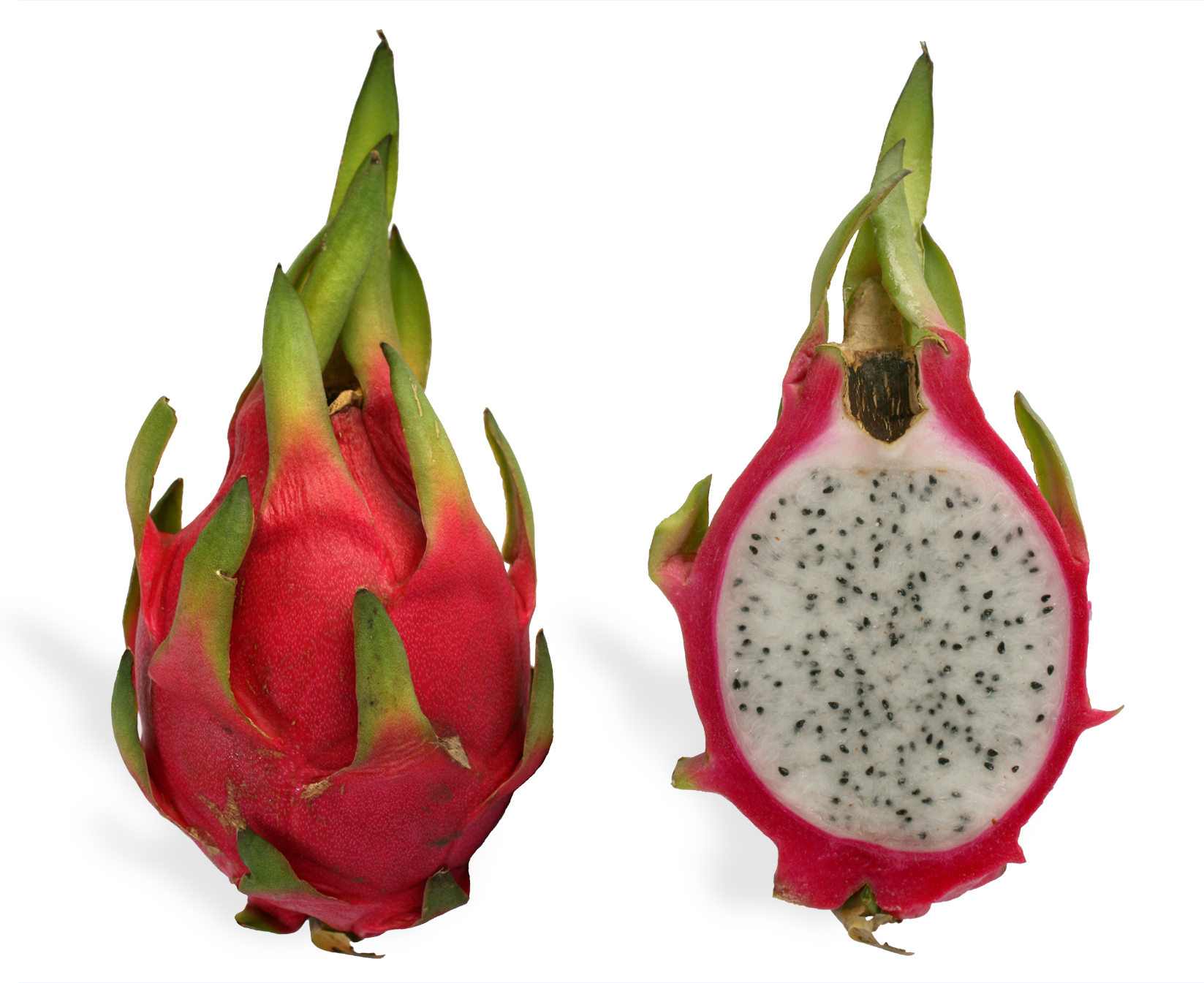
فاكهة التنين الحمراء بيضاء اللب (Selenicereus undatus)

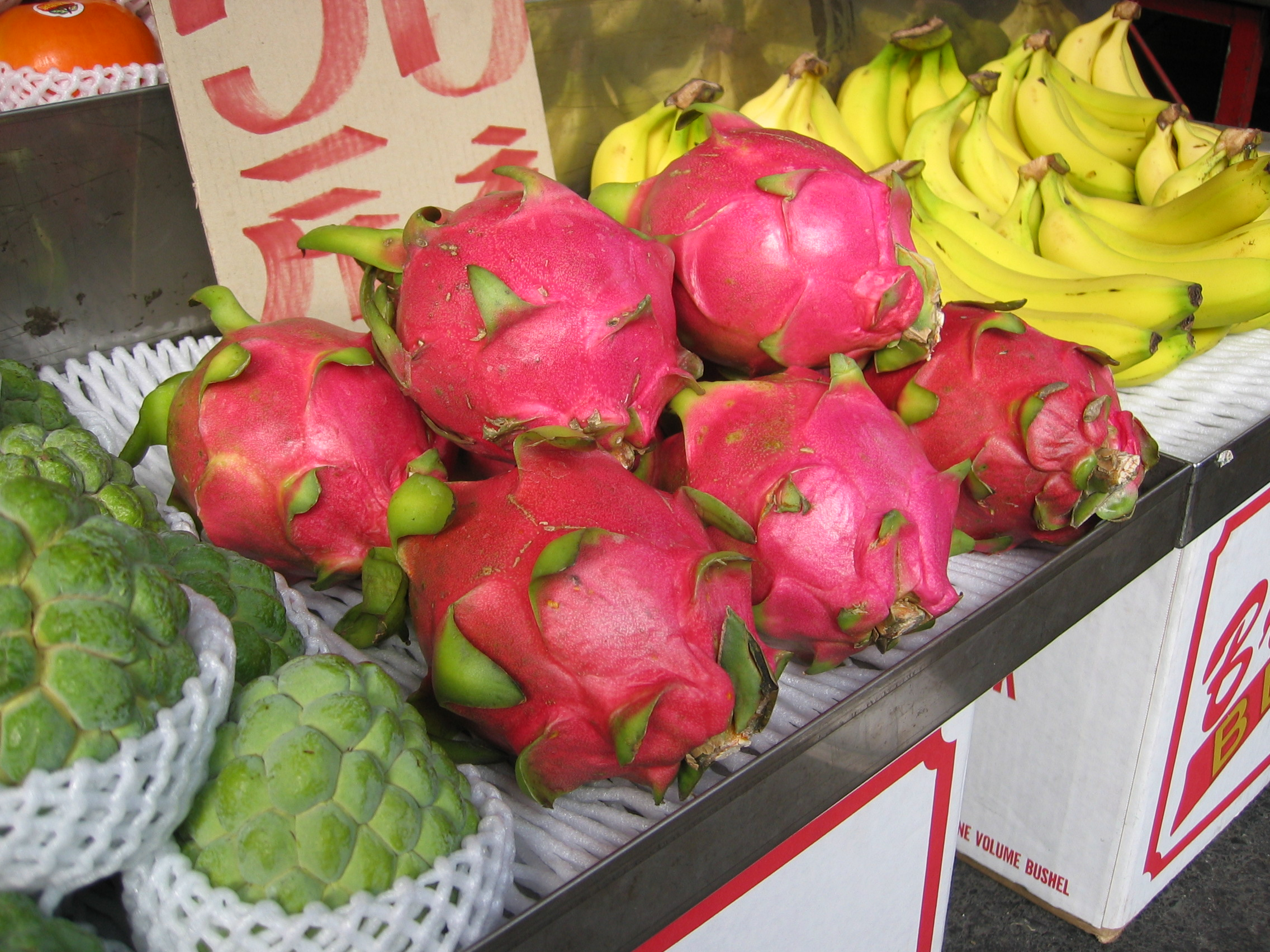
فاكهة التنين

فاكهة التنين أو بتايا (بالإنجليزية: Pitaya)‏ هي فاكهة تشمل العديد من أنواع الصبار، وأهمها التابعة لجنس شمعية قمرية.

## الانتشار
الموطن الأصلي للبتايا هو المكسيك، أمريكا الوسطى، أمريكا الجنوبية. وحاليا تزرع أيضا في شرق آسيا ودول جنوب شرق آسيا مثل أندونيسيا (وخاصة في شرق جاوة)، وتايوان وفيتنام وتايلاند والفلبين وسري لانكا وماليزيا ونيوزيلاندا، ومؤخرا بنغلاديش.
الأوروبيون هم من جلبوا هذه الفاكهة من العالم الجديد إلى أجزاء أخرى من العالم. على سبيل المثال، الهولنديون هم من أحضروا فاكهة التنين إلى تايوان.

## الأنواع
البتايا الحلوة لها ثلاثة أنواع:

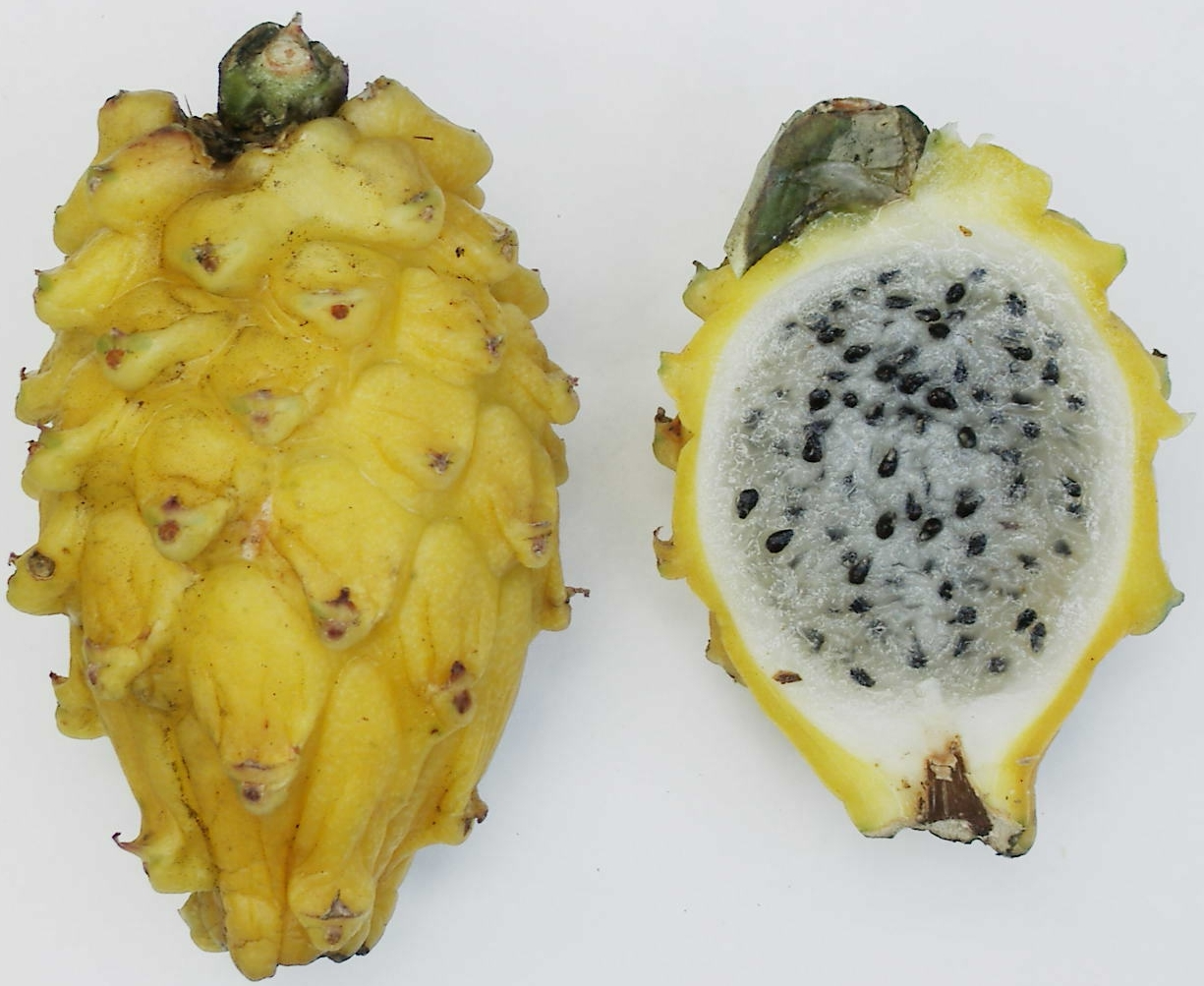
البتايا الصفراء

- البتايا الحمراء (Hylocereus undatus): ذات قشرة حمراء ولب أبيض وهي النوع الأشهر من فاكهة التنين.
- البتايا الصفراء (Hylocereus megalanthus): ذات قشرة صفراء ولب أبيض
- بتايا كوستاريكا (Hylocereus costaricensis): ذات قشرة حمراء ولب أحمر
- بتايا طويلة: ذات قشرة بنية ولب ملون وهي نادرة جدا ولا توجد إلا في نيوزلندا وتايلند والصين وبلدان أخرى..

## الاستهلاك

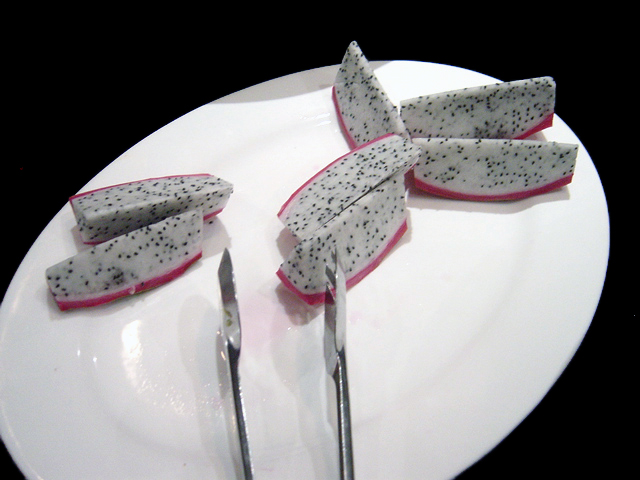
فاكهة التنين مقدمة في بوفيه في الصين

لإعداد البتايا للاستهلاك يتم قطع الفاكهة لإظهار اللب. يشبه نسيج الثمرة نسيج الكيوي لما له من البذور السوداء المقددة. تؤكل هذه الثمرة نيئة، وهي ذات مذاق حلو ومنخفضة في السعرات الحرارية. تؤكل البذور مع اللب، وهي غنية بالدهون، ولكنها لا تهضم إلّا إذا مضغت. يمكن تحويلها أيضا إلى عصير أو مثلجات. الزهور يمكن أن تؤكل أو تنقع كالشاي.
تناول كميات كبيرة من فاكهة التنين ذات اللحم الأحمر (مثل بتايا كوستاريكا) يؤدي إلى بيلة دموية كاذبة، ولون أحمر غير مضر للبول والبراز.

### المعلومات الغذائية
الأجزاء الصالحة للأكل من البتايا تتكون في معظمها من الماء والكربوهيدرات، مع بعض البروتين والدهون. تحتوي البتايا على كميات ضئيلة من الكالسيوم، الحديد، الفوسفور، والمواد الغذائية الأخرى.
تم تحديد تركيبة الأحماض الدهنية لزيوت بذور اثنين من أنواع البتايا كما يلي:
|                    | بتايا كوستاريكا | البتايا الحمراء |
| ------------------ | --------------- | --------------- |
| حمض الميريستيك     | 0.2%            | 0.3%            |
| حمض النخليك        | 17.9%           | 17.1%           |
| حمض الشمع          | 5.49%           | 4.37%           |
| حمض البالميتولييك  | 0.91%           | 0.61%           |
| حمض الزيتيك        | 21.6%           | 23.8%           |
| Cis-حمض الفاكسينيك | 3.14%           | 2.81%           |
| حمض زيت الكتان     | 49.6%           | 50.1%           |
| حمض اللينولينيك    | 1.21%           | 0.98%           |

## معرض صور

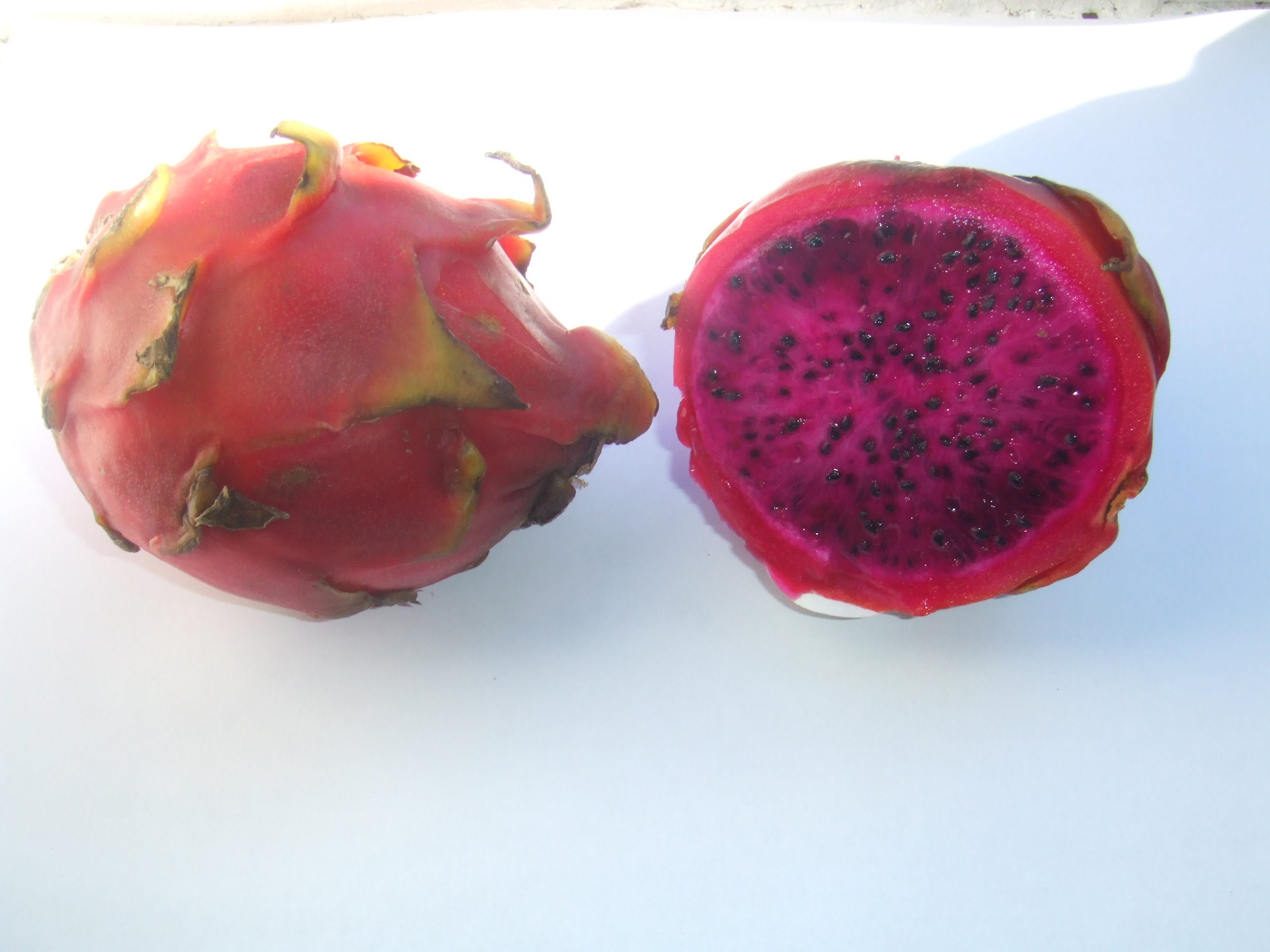
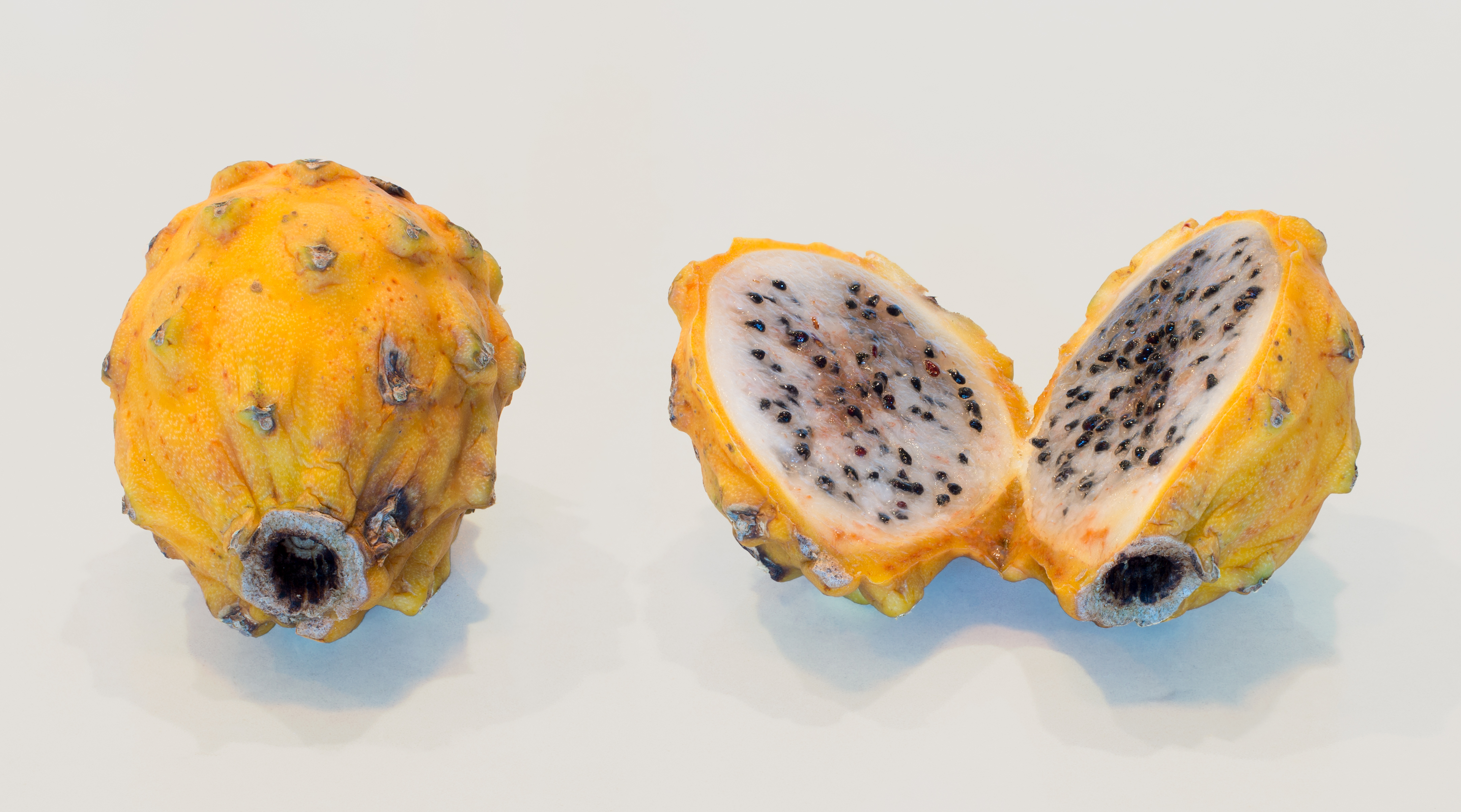
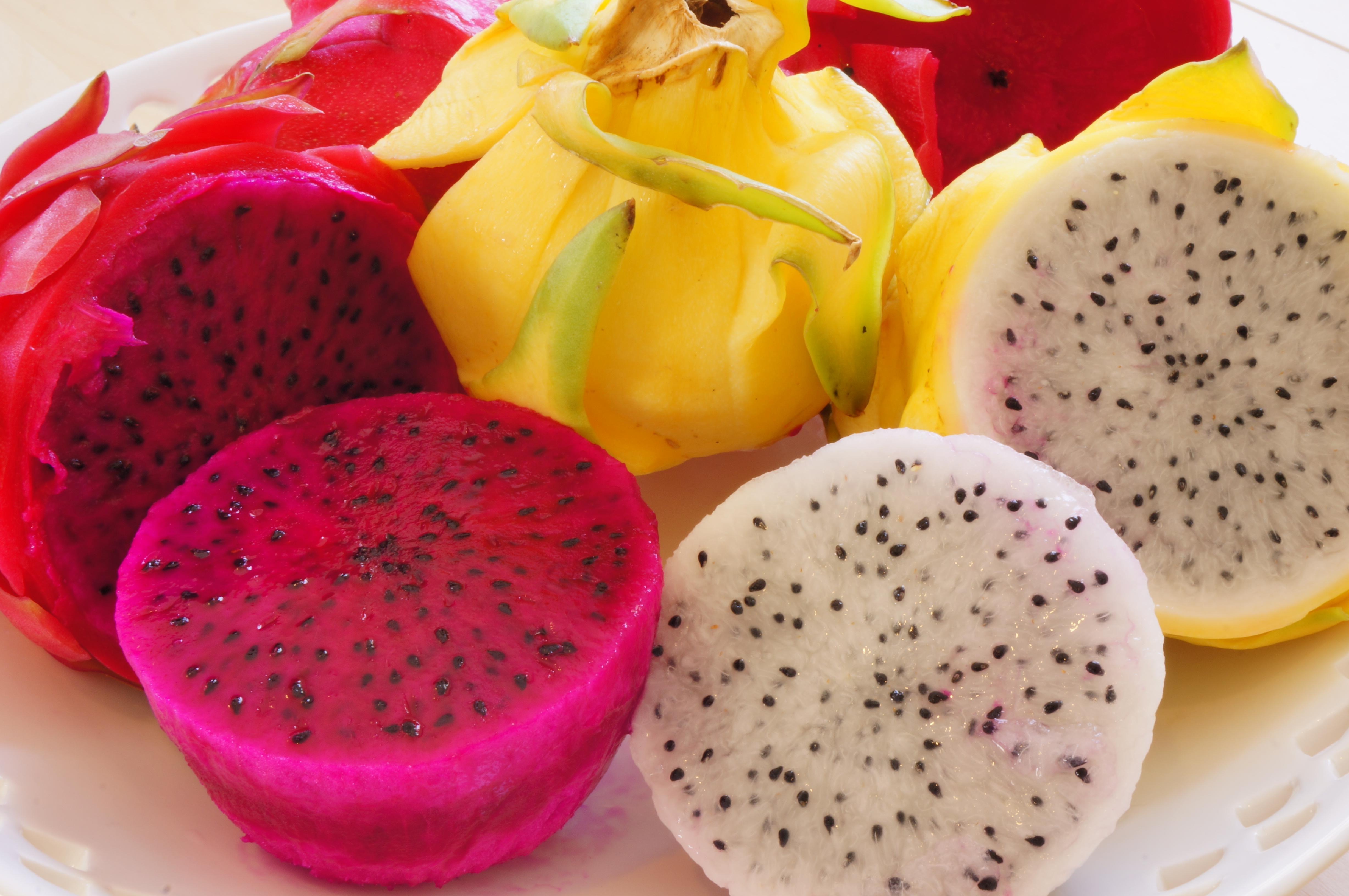
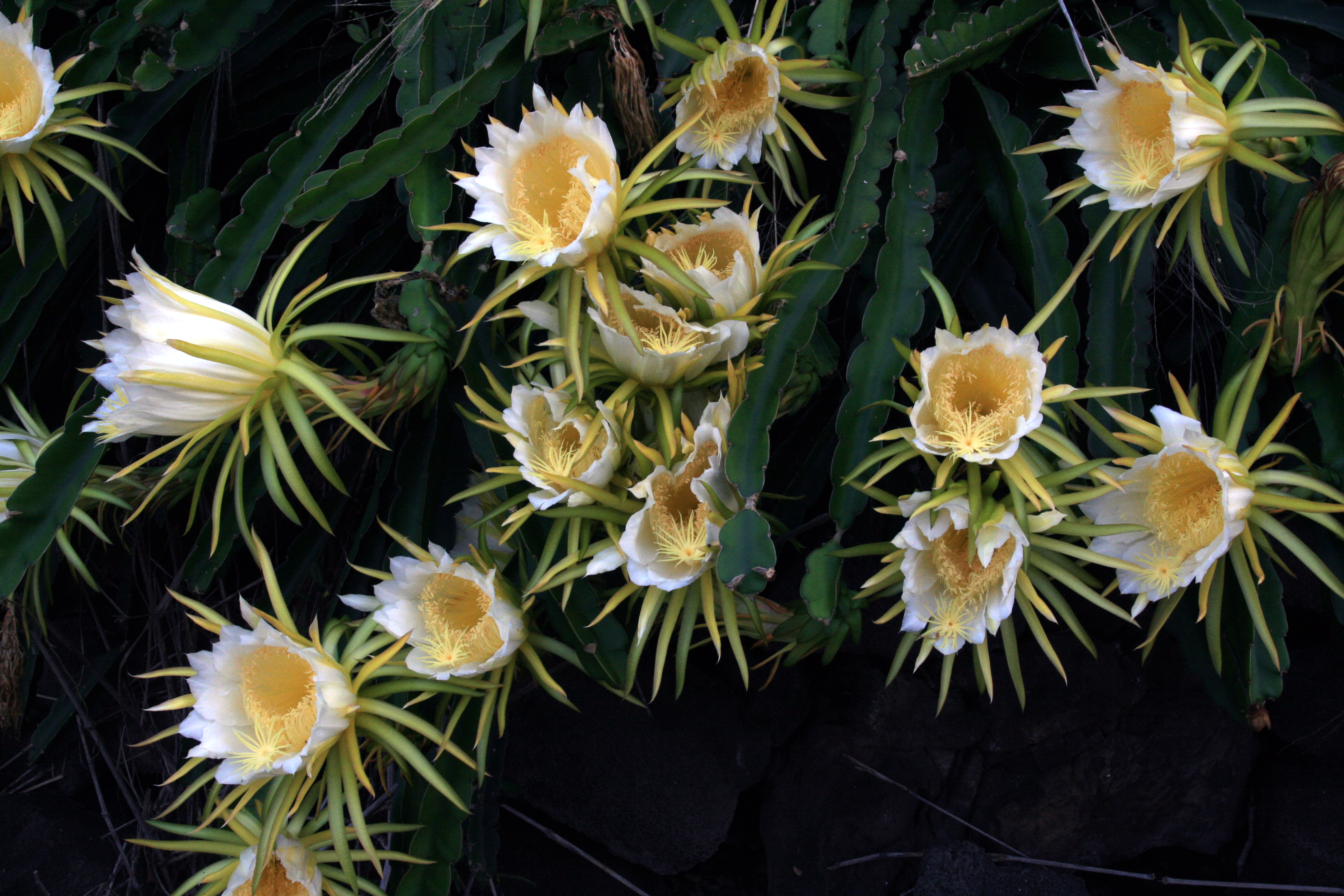